# レーザーディスク
レーザーディスク（英: LaserDisc, LD) は、直径30 cmの光ディスクに両面で最大2時間のアナログ映像信号を記録できるビデオディスク規格である。ディスクはLPレコード並みに大きい反面、同時期に普及していたVTR規格のVHSより高画質であり、主にマニアや富裕層において普及した。両面記録されている長時間の動画ではディスクの裏返しが必要で、視聴が一旦途切れるという欠点があったが、後に両面再生を自動で行うレーザーディスクプレーヤーが開発された。
民生用は再生のみであるが、業務用では1990年代前半に録画（追記または書換）可能なメディアと機種が開発・販売された。
諸事情（後述）からVHSにとって代わるほどの普及はせず、2000年頃から手軽に高画質な映像が視聴できるDVD-Videoが一般層にも普及したことにより、役割を終えた。

## 名称
「レーザーディスク」の名称は、パイオニアのビデオディスク事業部の事業部長だった工藤恒夫（後に平成国際大学教授）が発案したもので、当初「ビデオディスク」として出荷を予定していたものの、従来の録画可能なVTRや競合するVHDとの差別化のため、当時の社長の石塚庸三と副社長の松本誠也に提案して採用された。なお、神尾健三の著書によると、発売前にマーケティングの専門家たちに相談し、一橋大学の田内幸一教授（当時）からのレーザーを前面に出してレーザーディスクではどうかとの提案が採用され、命名されたとする。日本国内における「レーザーディスク」は、パイオニアの登録商標である。パイオニア以外のメーカーでは規格名であるレーザービジョン（英: LaserVision, LV）が用いられていたものの、消費者から互換性に関しての不安が寄せられることも有り、市場拡大を目的として1989年11月にパイオニアが「レーザーディスク」の商標を無償開放したことで他メーカーも使用できるようになったが、使用有無は各メーカーに委ねられた。また、パイオニアでは「絵の出るレコード」というキャッチコピーも使われていた。

## 歴史

### 黎明期
光学式ビデオディスクは、1961年にアメリカ合衆国のスタンフォード大学の研究所が3Mの援助を受け、電子ビームを用いてディスクに刻み込まれた信号を読み取る研究を行ったのが端緒とされ、後に電子ビームの代わりにレーザービームを用いた研究をガウス・エレクトロフィジック社が開始し、1965年にアメリカ合衆国のMCAが引き継いだ。
1972年9月にオランダのフィリップスが光学式ビデオディスク規格としてVLP (Video Long Play) 方式、同年12月にMCAがディスコビジョン方式を発表し、1974年9月に両社の規格が統合されて「フィリップス/MCA方式」として発表された。
1978年12月にアメリカで製品化され、フィリップスの子会社マグナボックスがオランダで製造した世界初となる家庭用LDプレーヤーマグナビジョン「VH-8000」がジョージア州アトランタで発売された。MCA傘下のユニバーサル映画から劇場用映画の『ジョーズ』『ジョーズ2』『アメリカン・グラフィティ』、ミュージック・ビデオの『ABBA』などのセルビデオタイトルをDiscoVisionレーベルで発売した。しかし、カリフォルニア州にあったMCAの生産拠点であるコスタ・メサでの光ディスクのスタンピング（プレス工程）での歩留まり率が低く、1979年9月にMCAはIBMと提携して合弁会社のDiscoVision Associates（以下DVAと表記）を設立したが、VH-8000も不良品交換が続いたことから、1981年に規格提唱者のフィリップスとDVAは収益化が困難と判断し、ハードとソフト双方の製造事業から撤退した。
日本では、音響機器メーカーのパイオニアが1970年から統一型と呼ばれるVTRの研究を行っていたが、1972年7月に音響研究所を所沢工場に新設してビデオディスクの研究が開始された。ビデオディスクの方式としてテレフンケン社のTED方式、RCA社のRCA方式（静電容量方式）、光学方式の各種方式を比較検討し、1974年に光学方式のビデオディスクに集中することに決定した。
1976年1月、フィリップスからパイオニアに対して合弁会社の設立が打診されたが、翌1977年3月に交渉が決裂した。しかし石塚庸三（パイオニア第2代社長）のリーダーシップで同じ特許をクロスライセンスしているMCAとの技術提携交渉が行われ、1977年10月1日にMCAとの合弁会社である「ユニバーサルパイオニア株式会社」（略称UPC）が資本金20億円で設立された。
UPC設立時はパイオニア50%、MCA50%の合弁会社としてスタートしたが、DVAの設立に伴いパイオニア50%、MCA25%、IBM25%の出資比率に変更された。UPCの本社はパイオニア本社内に、工場は所沢工場内に設置され、光ディスクとプレーヤーの本格的開発を開始する。アメリカ市場で1979年2月に業務用LDプレーヤー「PR-7820」が発売され、同年3月にゼネラルモーターズ向けに輸出された。1980年6月に家庭用LDプレーヤー「VP-1000」を発売。日本では1981年10月にパイオニアが所沢工場で製造した「LD-1000」が発売された。
1979年11月、パイオニアは光ディスクの自社生産に踏み切り、同年末にパイオニア半導体研究所の甲府工場内にパイロットプラントを設置。甲府工場は高度なクリーンルームにフルオートメーション設備を備えた最新鋭の光ディスク製造工場として稼働開始し、1981年2月にはスタンパー（量産用ディスクの金型）1枚で1万枚のディスクを製造することに成功した。そしてDVAとフィリップスの撤退により、1982年4月にユニバーサルパイオニアのDVA持分をパイオニアが買収して「パイオニアビデオ株式会社」に社名を変更して、普及を推進することになった。

### 規格争い
1981年当時、日本市場のビデオディスクは松下電器産業（現・パナソニック）、東芝、三洋電機、三菱電機、日本楽器製造（現・ヤマハ）、日本電気ホームエレクトロニクスなどの電機メーカー12社がビデオデッキ市場でVHS方式を広めた実績がある日本ビクター（現・JVCケンウッド）が開発したVHDを支持しており、LDプレーヤーは1983年までパイオニアのみが販売するという規格争いを繰り広げることになる。VHDはレコード盤技術の応用でプレーヤーやディスクの製造コストが低廉で、VHSと同様に松下電器の販売力から市場制覇が期待されていたが、水平解像度が240本程度であるうえにピックアップが接触式で耐久性や機能拡張性に難があること、そして市販化が1983年4月と遅れをとったため、価格面を除いて優位性が見られなかった。一方でLDの水平解像度は400本以上でレーザー光線を使って光学式センサーで読み取る方式であったため摩耗の心配がなかった。またVHD側はVHDプレーヤーを開発、商品化しようとしていた会社はそれほど多くなくOEM供給を受けていたものが多かった。
これらのこともあり、1984年4月にソニーがパイオニアのOEMで参入した事を皮切りに、同年11月にティアックがOEMで参入、翌1985年には日立製作所・日本コロムビア・日本マランツもOEMで参入し、ソニーやヤマハがLDプレーヤーの自社生産を開始、VHD側であった東芝、三洋電機、三菱電機、日本楽器製造、日本電気ホームエレクトロニクスなどがパイオニアの技術供与を受け、LDプレーヤーの製造販売に参入する。そして1985年以降、ビデオディスクのシェアの過半数をLDが獲得したことでVHDとの規格争いに勝利した。

### 普及
最初期のLDプレーヤーはピックアップの読み取りにヘリウムネオンレーザーを使用し、モーターなどの部品なども大型であり、エントリーモデルの価格帯が14万円前後だったVHDプレーヤーと比べて20万円前後と高価であった。1984年にパイオニアとシャープの共同開発で半導体レーザーの実装化に成功し、CDプレーヤーのピックアップに半導体レーザーが採用され、CDの量産化技術がLDに転用されたことでコストの問題を解決させたことが、VHDとの規格争いでLDを勝利に導いたと言われる。1984年9月にはパイオニアによる初のCD/LDコンパチプルプレーヤー「CLD-9000」が発売。1985年11月に10万円を切る価格で発売された日本楽器製造（現・ヤマハ）のLV-X1を皮切りに、パイオニア、ソニー、松下電器産業、ケンウッド（現・JVCケンウッド）といった各社から「ロッキュッパモデル」と言われた69,000円台の普及価格帯のLDプレーヤーが次々と登場し、バブル景気の1990年代前半はローエンド機からマイクミキサー内蔵のLDカラオケやスピーカー・コンポ一体型のハイエンド機まで多種多彩な機種が発売されていた。
LDソフトは、パイオニアがセルビデオ製作会社として1980年1月に山梨パイオニア（後のパイオニアLDC、現・NBCユニバーサル・エンターテイメントジャパン）を設立し、ハリウッドや日本の映画会社などからフィルムの供給を受けて製品化する体制をいち早く確立した。当初は1枚2800円のLPレコードから2倍を基準として音楽ソフトを5800円・2時間以内の映画ソフトを7800円・2枚組の長編映画ソフトを9000円台といった価格設定とし赤字覚悟で展開するも、VHDに対抗する形で早期のプレーヤー発売を優先して初期に70タイトルで内映画が20本程度などとラインナップは乏しいものとなった。しかし1980年代終盤からパイオニアLDCが中心となって「エバーグリーンシリーズ」「ブロックバスター」などと称したシリーズを発売した。価格帯は5,000円を切る程度だった。一方でテレビアニメなどのシリーズ作品を複数枚のLDに全話収録して一括販売する「LD-BOX」というボックス・セット形態の高額商品でコアなファンやマニアを取り込んだ。この中にはOVA、歌手のライブビデオなどもあった。
1992年頃からは、それまでの映画ソフトで主流だった画面のトリミングをやめ、できるだけ劇場公開時の画面サイズに忠実なワイドスクリーンサイズの画面で映画ソフトを次々に発売して映画マニアを中心にユーザー層を厚くした。1本の映画をワイドスクリーンとテレビサイズの2パターンの商品で発売するなどマニアックなラインナップがなされたものも多い。これらの中には、DVD-Videoで発売されているソフトでは見ることができない画面サイズのものもあった。同じ映画ソフトが何種類も発売されていることから当時の一般的ユーザーを混乱させる副作用も生ずるなか、1980年代から1990年代前半までに最盛期を迎え、多くの映画、音楽、ドキュメンタリー、アニメ、スポーツ、そのほか各種のコンテンツがLDで発売された。
ハイターゲット向けアニメ作品のLD市場も大きく、VHSとの同時販売が原則であった。1991年に発売された『炎の転校生』（ポニーキャニオン）のOVA版のみ唯一LDの独占販売という例外的な措置から初めたため、オリジナル・レーザー・アニメーションの略語である「OLA」が用いられている。一定数の売上を得られ、LDプレーヤーもある程度は普及したものの、レンタルビデオ版の流通ができないなどVHS視聴で充分なライトユーザーを囲い込みできず、結局は1992年にVHS版（セル・レンタル同時）も発売されることになった。パイオニアLDCが製作・発売し、VHS版と同時発売されたOVA『天地無用!』や『神秘の世界エルハザード』もLDユーザーを意識した高品質な画風とクオリティであった。なお、また、レーザーディスクと同時期に発展したアダルトアニメはハイターゲット層からの指示が厚い『くりいむレモン』シリーズを中心にVHSとLDとの併売が多く見られたが、アダルトビデオやヤンキー漫画を原作としたOVAはレンタルビデオでの流通が主のため、VHS版単独と比べてLD版も含めて発売されたタイトルは少数であった。童話原作作品やエデュテインメント映像や宗教団体が広報的に製作したものを主とし、低予算製作・低価格販売が基本的な子供向けOVAもLDも含めての発売は殆ど行われていなかった。
パイオニアはレーザーディスクのマルチメディア化も志向し、LDのデジタル音声領域にCD-ROMと同様のデジタルデータを記録した「LD-ROM」によるレーザーアクティブを投入した。業務用としてはレーザーバーコードシステムと連携したLD-V540などが投入され、産業用・教育用などで利用されていた。1980年代にパイオニアが自社パソコンとして発売していたMSXパソコン「palcom」PX-7などとの連携でLDゲームをプレイできたが、これはLDのデジタル音声規格が策定される以前から存在していたものであり、LD-ROM規格とは異なる。後にパイオニアはMacintosh互換機MPCシリーズを販売し、対応したLDプレーヤーCLD-PC10を発表したが、LD-ROMとの連携はほとんど重視されなかった。

### カラオケ業界への進出
1982年にパイオニアによって業務用カラオケの市販が開始され、スナックなど酒場を中心に8トラックテープなどの音声と歌本を組み合わせたカラオケやVTR式カラオケに代わって大ヒットとなり、レーザーディスクに関するビジネスの中心となった。人気曲が繰り返し再生されるカラオケは、ランダムアクセスによる頭出し再生に優れる点とディスクの摩耗が発生しない非接触式ピックアップの特徴が特に生きる分野だった。既にVTRカラオケのソフトを発売していた東映芸能ビデオが既存コンテンツをLD化したのをはじめ、テープカラオケの販売大手だった第一興商やJHC（1996年倒産）がソフトの供給を開始し、他社も参入した。また、チェンジャーデッキを使ったシステムや、複数台のチェンジャーを使って複数の個室に映像を配信するシステムも開発された。カラオケLDソフトの出荷金額がピークになったのは1990年の982億円（この年のLDソフト全体の出荷金額は1,357億円、カラオケで全体の72%を占めた）、LDソフト全体の出荷金額のピークは1991年の1,361億円だった。

### 衰退
一般家庭用のLDソフトは販売専用という戦略をとり、1993年に解禁されるまではレンタルは全面禁止であり、可処分所得が高い者向けの嗜好品とみなされてVHSやDVDビデオのように幅広く普及はしなかった。そのため、子供向けのビデオソフトは映画や童謡などのカラオケ、学習教材を除いてほとんど発売されなかった。
業務用カラオケの分野においてはカラオケボックスやカラオケルームの登場で客層の若年化が進むにつれ、新曲配信のスピードが重要視されるようになり、1991年のバブル崩壊に伴う景気悪化により酒場での需要が減ったうえ、1992年には、ISDNを用いた通信カラオケJOYSOUND（エクシング）が登場した。これにより、LDカラオケの欠点である「かさばる」「（オートチェンジャーがない場合の）ディスクの取り換えが面倒」「新曲収録までに時間がかかる」という問題が解消され、新曲リリースからLD化までに1 - 2ヶ月かかるLDカラオケは苦戦を強いられるようになっていった。
発売されるソフトの種類と量が増える一方で、生産ラインの少なさが次第に影響し始めた。1994年 - 1995年頃には、一部の人気商品を除いてほとんどの商品が初回ラインのみの生産で終了するようになった。そのため発売と同時に販売元品切れとなるソフトが続出した。需要に供給が全く追いつかない状態となる一方で、それまでは高額だったビデオテープソフトの低価格化と安定供給が進み、ユーザーのLD離れが始まった。なお、アニメLDソフトでは1980年代後半の時点でここで述べられたような供給体制の不備が一部のビデオ雑誌で指摘されていた。レーザーカラオケと一緒に粗製乱造され、画質マニアのLD離れも衰退の要因となった。
やがて1996年にCDと同じ12 cmサイズのDVD-Video規格（DVDビデオ）が登場した。最初期のソフトラインナップはLDと同じく、ディスクメディアのポテンシャルを引き出すための高品質なオーケストラコンサートやBGV、代表的なブロックバスター作品というバリエーションであった。そのこともあってか出足が鈍かった。しかし1997年にはパイオニアLDCやバンダイビジュアルなどがOVAのDVDをLDと併せて発売するようになり、1998年より洋画作品をLDで数多く発売していたパイオニアLDC（2000年頃までタッチストーン・ピクチャーズ系中心）やソニー・ピクチャーズ（当初よりコロムビア映画の他、ビデオソフトでCIC・ビクター ビデオが販売元だったユニバーサル映画作品のDVDソフト販売元にもなっている）、ワーナー・ホーム・ビデオといった洋画メジャー系のコンテンツを中心に、比較的廉価な価格帯で充実したソフトを発売するようになった。例えばブロックバスター作品の場合、LDソフトでは一作品5,000円 - 8,000円程度の価格帯が主流だったのに対し、DVDソフトは当初でも3,900円 - 6,000円程度だった。こうして、DVDと比べると大型で再生機器への負担が大きい上、画質も大したことがないLDはその地位を急速に奪われていく。
1999年頃からはVAIOやiMacなどでDVD-ROMドライブが搭載される家庭用パソコンが、2000年3月には当時のDVDプレーヤーよりも安価でDVD-Videoが視聴できる家庭用ゲーム機「PlayStation 2」が発売され、DVD-Videoの再生環境は爆発的な普及を遂げることになる。DVD-Videoはレンタルビデオが容認されていたこと（これはコピーガードを標準規格として採用できたことが大きい）が追い風となり、ソフト市場やレンタルビデオ店も加速度的に膨張した。これによって大部分の映像ソフト・レコード会社がLDの制作・発売を終了し、LDは最後まで映像メディアの主役となることはなかった。
LDからDVDへの過渡期である1996年から2000年にかけて、同一タイトルをLDとDVDで併売するスタイルがパイオニアLDCやバンダイビジュアルが発売元の洋画（ブロックバスター作品）とOVAを中心に見られた。
過去に発売されたLDソフトの映像を視聴するだけの機器になりつつあった2002年、パイオニアがLDプレーヤー事業から撤退する報道があったものの、消費者からの要望があったために細々と生産・販売を継続する方針を取った。
また、映像作品の売り上げ実績の統計を取ってきた社団法人日本映像ソフト協会(JVA)によると、2003年の時点において売り上げの大半がカラオケを占めており、それ以外のジャンルでは返品によるマイナス計上が目立っていた。このため、2004年以降の統計は廃止された。
一方、LDカラオケは、2000年頃までは通信カラオケの弱点であった楽曲データ自体の少なさ（店舗によってはアニメソングや洋楽がほとんどない場合もあった）や背景映像用データの少なさ、音質が貧弱であったことを考慮すると、スタジオ収録や楽曲のオリジナル音源とプロモーションビデオなどのアーティスト本人出演映像を収録できる点で優位に立っていた。そのため演歌・歌謡曲をはじめとする「定番曲」を繰り返し再生する用途では一定の評価を得られており、ランニングコストから通信カラオケ機器導入に消極的な一部のパブ・居酒屋・カラオケスナックといった飲食店や、壮年者を中心としたカラオケファン（歌謡曲愛好家）が自宅で楽しむなど根強い需要が2000年代に入っても残っていた。しかし新曲対応の鈍さが最大の弱点であることは変わらず、2004年に登場したBBサイバーダムが過去に自社（第一興商）や日本コロムビアなどが制作したLDカラオケの映像や音源をストリーミング配信する機能を盛り込み、クオリティ面での不利が払拭されたため、この領域の衰退に拍車をかけた。

### 終焉
ソニー・松下電器産業などはLDプレーヤーを1999年度までに販売終了・撤退し、DVDへ軸足を完全に移した。それ以後、パイオニアだけが以下の機種をLDプレーヤー最終機種として発売していた。
- DVL-919 - 1998年10月発売。スタンダードモデルのDVDコンパチブル（一体型）プレーヤー。当機以前よりDVDコンパチブルモデルはCD-DAに加え、CDグラフィックス/ビデオCDの再生に対応している。
- DVL-K88 - 1998年1月発売。同時発売のDVL-909（DVL-919の前機種）にボーカルマイク端子やキーコントロールなどカラオケ機能を付け加えた。
- DVK-900 - 1998年10月発売。LD時代より実質的に継承した、スピーカー・アンプがプレーヤーと一体化したテレビ台型の大型媒体であるDVDオールインワンカラオケシステム。
- CLD-R5 - 1996年9月発売。CD-DAとのコンパチブル型エントリー機。

これらは発売後モデルチェンジをすることなく、10年以上にわたり細々と生産・販売を続けていた。しかし2009年1月14日、上記4機種について合計約3000台をもって生産終了すると発表した。
その後、生産予定台数に達したものの、DVL-919とCLD-R5の2機種については、一部の注文が複数の販売店に重複したことで若干数のキャンセルが発生したため、同年7月28日から追加販売を実施したが、同年9月25日に追加販売分も完売したことを発表した。これらの機種は2009年の生産終了後、最低8年間は修理に必要な補修部品を保有するほか、過去の機種でも補修部品に在庫があれば修理に応じる体制を併せて発表した。
なお、LDプレーヤーの最終機種としては、DVL-919よりも2か月後の1998年12月に発売されたDVDコンパチブルのプレステージモデル「DVL-H9」が存在する。発売当時のLDプレーヤー・DVDプレーヤーのリファレンス（プレステージ）モデルに搭載された映像回路を両方搭載の上、最新機能も盛り込ませた贅を尽くした高価格機種であり、2002年6月に生産終了、2003年頃にカタログ掲載から消えている。
2007年3月、市場衰退により世界唯一のLDのプレスメーカーとなったメモリーテックが製造ラインを廃止。これによりレーザーディスクの歴史は幕を下ろした。最後まで制作を続けたのはテイチクの家庭向け市販カラオケソフト（20 cm LDシングル）「音多ステーション」シリーズであり、2007年3月発売の三門忠司の楽曲が収録された規格番号「22DK-1018」まで、毎月4タイトル以上の新譜ソフトの発売を続けた。
2006年12月に発売した演歌歌手・川中美幸の『金沢の雨』などが収録された規格番号「22DK-995」がラストプレスとなり、製造ライン終了に伴う式典を行った。
2015年9月15日、「世界初の産業用レーザディスク（LD）プレーヤ」PR-7820（第00201号）、「世界初の半導体レーザを使用した民生用レーザディスク（LD）プレーヤ」LD-7000（第00202号）、「世界初のLD/CDコンパチブルプレーヤ」CLD-9000（第00203号）の3機種が国立科学博物館による重要科学技術史資料（未来技術遺産）として登録された。
2020年（令和2年）11月、LDプレーヤーの補修用性能部品の在庫が無くなったことから、パイオニアもアフターサービスを終了した。

## 規格

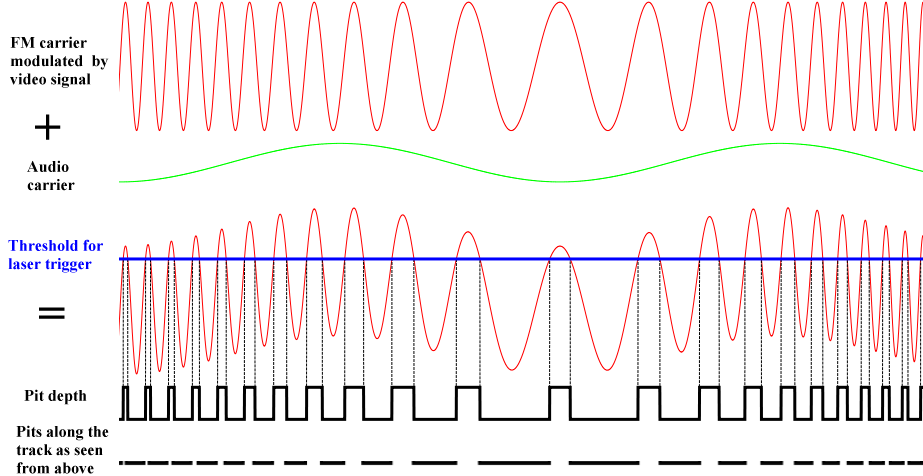
ダイレクトFM変調による記録方式

日本電子機械工業会により、EIAJ CP-3302（光学反射式再生専用ビデオディスクシステム（レーザービジョン 60Hz/525ラインM/NTSC））で、LVフォーマットとして規格が定められていたが、1999年1月以降は国際電気標準会議によって国際規格に定められた、IEC 60857 Ed.1.0 Pre-recorded optical reflective video disk system ‘Laser Vision’ 60Hz/525 lines-M/NTSC（録画済み光反射ビデオディスク装置 'レーザビジョン’ 60Hz/525ライン-M/NTSC）が使用されている。
LVフォーマットのディスクは厚さ1.2 mmのポリメチルメタクリレート（PMMA：硬質アクリル樹脂）の記録面に反射膜（アルミニウム）を蒸着したのち保護膜を塗布した2枚の円盤を貼り合わせたもので、2.5 mmの厚みがある。アクリル樹脂は吸湿により反りが発生するため、片面記録であってもダミーのディスクを貼り合わせるので両面張り合わせディスクが基本である。直径30 cmと20 cmの2種類が存在するが、20 cmディスクにはCDと同じポリカーボネートを使用した張り合わせ無しの薄型（厚さ1.2 mm）も存在する。これは「LDシングル」と呼ばれ、非対応のプレーヤーでは厚さを調整するスペーサ（LDシングルアダプター）を重ねて使用する必要がある。なお、通常のディスクは盤面が銀色で、末期に登場したレンタル専用商品は金色にして区別している。
CDと同様、信号の記録は非常に細かい楕円形のくぼみ（ピット）で行われている。ピット幅は0.4 μm、深さは0.1 μm。ピットの列をトラックと呼び、トラックピッチは1.67 μm、最短ピット長は約0.5 μmである。このピットがディスク表面に内側から外側に向かって螺旋状に並び、ダイレクトFM変調したNTSC信号をスライスした矩形波に従って記録されている。このピット数はCLV片面ディスクで300億個に達する。
両面記録ディスクではA面/B面と呼ぶ。レコードと違ってピックアップはディスクの下にあるため、実際に再生されるのは裏面の記録内容で、レーベルに記載されている面と実際に信号が記録されている面は逆である。なお、反対側の面を再生するにはレコードのようにプレーヤーから取り出してひっくり返す必要があるが、後にディスクを取り出さずに連続再生できる、ピックアップがU字形に移動する両面再生プレーヤーも発売された。初搭載したのは海外市場でCED及びTED、日本国内ではVHD陣営に属しビデオディスクに於いては多くのノウハウを持つ三洋電機が1987年にレーザーディスク陣営参入第一弾として発表した「SLV-J1」（AV対応モデル）と「SLV-J2」（カラオケ対応モデル）だった。

### 映像
映像はアナログ（ダイレクトFM変調）方式を採用し、記録はレーザー光を使って読み出す。当初はピックアップに波長632.8 nmの赤色ガスレーザー（ヘリウムネオンレーザー）を採用しており、「LD-7000」から波長780 nmの赤外線半導体レーザーを採用した。映像はNTSCのビデオ帯域が4.2 MHzのため、1 MHzあたり80本の計算で水平解像度336本となる。CAV方式では内周部336本から始まり外周部440本になり、平均して水平解像度400本以上と言われる。CLV方式では常時330本前後になる。直径30 cmのディスクではCAV方式（回転数1800 rpm）の標準ディスクで片面30分、CLV方式（回転数1800 - 600 rpm）の長時間ディスクで片面1時間の映像を記録できる。
トラックは螺旋状に記録されており、CAV方式の場合、NTSCの1フレーム（1/30秒）の情報が螺旋の1周に記録されている（30回転/秒=1800 rpm）。一時停止は1周を繰り返し再生、コマ送りは順次前後の1周に移動、変速再生はトラックの読み出し間隔を変更という仕組みになっている。また、CAV方式では全ての画面（フレーム）に番号が振られており（フレームナンバー）、このフレームナンバーで希望のシーンを探す「フレームサーチ」が使用できた。一方、CLV方式では一定の線速度で記録されているため、トラックとフレームの間に物理的な関連はなく、正逆サーチ以外の特殊再生はできなかった。
LDプレーヤーにおいてディスク上に記録されたピットを検出するピックアップの制御は、レーザー光を正確に反射面に集光するためのフォーカス制御、正確に記録トラックをトレースするためのトラッキング制御のほか、アナログ信号の時間軸変動を抑制するための時間軸制御が必要となる。LD-7000では時間軸制御をピックアップで光学的に行っていたが、1986年発売の「LD-S1」ではフレームメモリを搭載して電子回路で代替した。これにより、ピックアップの制御がCDプレーヤーと同様のトラッキングとフォーカスの2軸になったほか、フレームメモリを用いてCLVディスクでも静止画やコマ送りなどの特殊再生が可能になった。後に普及価格帯のLDプレーヤーにもデジタルTBCが搭載された。
LDフォーマットはNTSCの全ての帯域をそのまま記録していると表現されることもあり、映像信号についてはアナログ方式なので後年開発されたビデオCDやDVD-VideoのようにMPEG-2による圧縮ノイズがないのが特徴である。この点からDVDよりもLDの画質を好む人もいる。特にコマ送り、正逆サーチなどの特殊再生ではLDが優れている。音質についてはデジタル記録であれば、圧縮がないLDのほうが完全に優位に立っている（ただし、DVDにおいて音声トラックがPCMで記録されていれば、同等である）。
MUSE規格でハイビジョン映像を記録した拡張規格「Hi-Vision LD」もあり、Hi-Vision LD対応プレーヤーで再生できる。
このほか、映像・音声以外のサブコード領域に映画の台詞や英語字幕や歌の歌詞などの情報を記録した「LDグラフィックス（LD-G）」も存在する。
CAV形式で片面に54000枚の静止画を収録可能な利点を生かしてデータベースの媒体としての利用も行われたほか、静止画と動画を1つの作品に混在させて「映像を見る」ことと「本を読む」ことを一緒にした表現形式の映像出版の試みも存在したがCD-ROM方式に端を発する電子出版にとって代わられた。

### 音声

LaserVision/LASER DISCマーク

音声は開発当初はアナログ（FM変調）のみだった。1984年に世界初のCD/LDコンパチブルプレーヤー「CLD-9000」を市場に投入するに併せ、CD規格に準拠したデジタル音声（EFM音声信号：44.1 kHz/16ビットリニアPCM）が2 MHz以下の未使用帯域に追加された。
1987年にCD VIDEO（CDV）が新規に市場投入するのに併せて、CD-DAと同様のTOC情報が合わせて記録されたデジタル音声付レーザーディスクが一般的となった。「LaserVisionマーク」「CD VIDEOマーク」「DigitalSoundマーク」の3つがジャケットやディスクに併記されている。当初はこのタイプのディスクを「CD VIDEO LD」と呼んでいたが、元となるCDV規格が思ったように普及しなかったことから、1989年頃からは「LASERDISCマーク」と「DigitalAudioマーク」の併記されたものがTOC付きLDと認識され、主流となった。
映画ソフトの外装にドルビー・サラウンドの記載がされるようになると、アナログ音声トラックやデジタル音声トラックにもドルビーサラウンドの信号もそのまま記録されたので、それに適合するAVセンター（AVアンプ）を用いてドルビー・サラウンドやドルビー・プロロジックなどのサラウンド音声が再生できるようになったが、1994年には映画館で採用され始めていたドルビーデジタルが、1997年にはDTSといったデジタルサラウンドが導入されたほか、ハイビジョンで製作されたマスターテープを用いたり、ワイド画面でワイドスクリーン作品をより高解像度で鑑賞できるように画面の横幅を3⁄4に圧縮したスクイーズ方式も一部ソフトで採用された。音質/画質は大きく向上し、これらの技術はDVDにも引き継がれている。
特にドルビーデジタルは、初期DVDソフトの音質がLD収録のものより劣ると言われていたため、ビットレートをLDの384kbpsからDVDは最大448kbpsまで引き上げることでLDを上回る音質を達成している。
ドルビーデジタル対応LDは、デジタル音声領域にPCM方式ドルビーサラウンド、アナログ音声のRchにドルビーデジタル（5.1chサラウンド）、LchにFM方式モノラルで音声が収録されているため、ドルビーデジタル音声で再生するには、ドルビーデジタル（AC-3）RF出力の付いているLDプレーヤーと、アナログ音声トラックのRchに高周波変調して記録されているドルビーデジタル（AC-3）RF信号を元のドルビーデジタル音声信号に変換できるRFデモジュレーター搭載AVセンター（AVアンプ）が必要である。RFデモジュレーター非搭載AVセンターで再生する場合では、デフォルトでPCMデジタル音声トラックのドルビー・プロロジックかドルビー・プロロジックIIによるサラウンド音声、または選択によるアナログ音声トラックのLch（モノラル）での再生になる。サラウンド・プロセッサー非搭載アンプのみで再生する場合では、デフォルトでPCMデジタル音声トラック（2chステレオ）または選択によるアナログ音声トラックLch（モノラル）での再生になる。再生に際して注意を要することは、アナログ音声トラックRchに記録されている信号は適切にデコードされないと雑音として発せられる、ということである。
このドルビーデジタル（AC-3）RFデモジュレーターは一部の高級AVセンター、またはサラウンド・プロセッサーにしか内蔵されておらず、最近のAVセンターにはデコーダーしか内蔵されていない場合が多いのは、最早ドルビーデジタル（AC-3）音声信号付LDよりもDVD/BDの再生に主眼が置かれているからである。また、単体でのRFデモジュレーターはいくつかのメーカーで生産されていたが、最後期のLDプレーヤーの生産終了を待つこと無くいち早く生産終了しているため、中古品ショップまたはオークション以外での入手は極めて困難である。
なお、日本生産盤では滅多に見かけることのないDTS対応LDは、デジタル音声領域にDTS音声信号が収録されているため、光出力端子（S/PDIF）のあるモデルとDTS音声を再生できるAVセンターまたはプロセッサー/デコーダーがあれば一部の機種を除いて再生可能であるが、未対応AVセンターではDTS音声信号はノイズとしてしか再生されず、アナログサラウンド音声かアナログステレオ音声のみでの再生を選択することになる。

## 注意点

### ディスクの劣化
LDフォーマットが市場へ投入された当初は「半永久的に劣化しない」という表現を使っていたが、1980年代中頃からこの表現は中止された。レーザーディスクに使用されたアクリル樹脂は吸湿性が高く、空気中の水蒸気を加水・吸着することによって一部のディスクでアルミ記録面が劣化し、ノイズが発生した。原因は当時、まだアルミ蒸着技術が確立しておらず、製造時にミクロ単位の異物が混入したことによるものだった。一部のメーカーは良品との交換対応を余儀なくされ、劣化対策は当時メーカーにとって急務だった。
その後、アルミ蒸着技術の確立・精度向上と共にこの事象がほぼ解決されたのは1980年代半ば頃であり、1980年代前半に製造されたディスクにはホワイトスノー・スノーノイズなどとも呼ばれるノイズが乗っているものがある。なお、酸化保護膜付加・防錆加工・接着剤の材質改善といった改良が加えられた経年劣化対策済みのディスクでも、ごくわずかながらも劣化は進行する。
一般家庭の保存環境下ではLDシングルを除く一般的なLDの平均寿命は30 - 50年程度とされ、材質にポリカーボネートを使用し平均寿命が30 - 100年程度とされるLDシングル、およびCD、DVD、BDに比べ短い。このような経緯から、後に開発されたDVD規格などでは「半永久的に劣化しない」という表現は消えている。レーザーディスクの生産を終了してから長期間経過しているが、劣化したディスクは盤面を見ても判断がつかず、実際に映像を視聴してみるまでノイズの有無は分からない。

### S端子による映像出力
1987年にS端子が発表された後、それ以降に発売されたLDプレーヤーでは多くの場合、RCA端子（コンポジット）出力に加えてS端子出力も備わっている。しかし必ずしもS端子で接続したほうが画質が良いとは限らない。
VHSや8ミリビデオなど、輝度（Y）信号と色（C）信号が分離記録されている場合はS端子で接続したほうがY/C混合・Y/C分離が発生しないため画質が向上する。しかしLDの場合はもともとコンポジット信号で記録されているのでY/C分離は避けられない。プレーヤーとテレビモニタをコンポジットで接続すればモニタでY/C分離することになり、S端子で接続すればプレーヤーでY/C分離することになるため、モニタのY/C分離性能のほうがよい場合はコンポジットで接続する方が画質が向上する。
中・低価格帯でS端子を持つプレーヤーでは、ディスクから読み取ったコンポジット信号がそのまま出力されているわけではなく、プレーヤー内部でY/C分離したものをS端子に出力する一方で再度Y/C混合したものをコンポジット出力しているものが多い。これはコストダウンが理由である。このようなプレーヤーでは、S端子で接続したほうがよい。高級機種では、このようなことをしていないという意味で「ダイレクトコンポジット出力」などと謳っているものもある。しかし高級機器である以上、Y/C分離の性能には優れているため、矛盾した機能でもある。また、歴代のLDプレーヤーで最高級機とされる「LD-X1」は、Y/C分離した信号をデジタル処理して高画質化を図っているため、ダイレクトコンポジット出力ができない。
なお、DVDコンパチブル機の一部はコンポーネント端子を備えるが、同端子からのLDの画像は白黒になってしまうため、この方法での正常な再生はできない。

## 主な用途

### LDカラオケ
レーザーディスクカラオケ（LDカラオケ）は、カラオケ楽曲と歌詞のテロップやイメージ映像を合わせて収録したソフトであり、通信カラオケの原型となったものである。
日本コロムビア、テイチクエンタテインメントなど複数の邦楽レコード会社では家庭用カラオケソフトが制作・発売され、マイクミキサーを経由することで自宅でカラオケを楽しめるようになっている。
2007年3月までは、個人向けに20 cmのカラオケソフトが細々と発売され続けたほか、レーザーディスク衰退後もDVDへフォーマットを変えて市販されている。

### ゲームへの利用

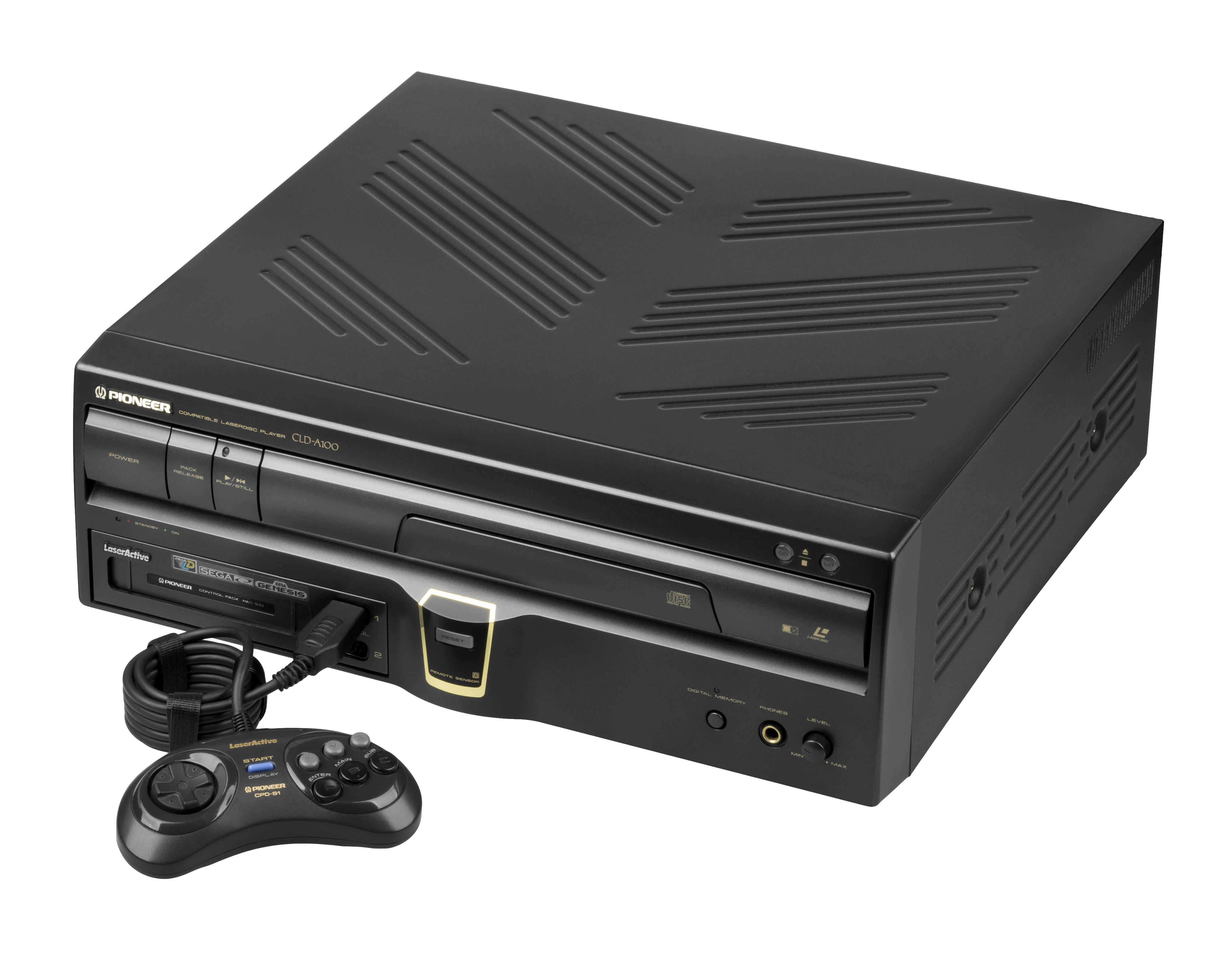
レーザーアクティブ（北米版）

従来のVTRとは異なり、ランダムアクセスを可能としたLDはゲーム用途にも活用された。
- リモコンを利用したLDプレーヤー単体でプレイ可能なゲーム。類似するものにDVDやBD、UMDで展開されるプレーヤーズゲームがある。
- 家庭用ホビーパソコンであるMSXパソコンでコントロールして遊ぶゲーム。アナログ音声部にデータレコーダ形式のプログラムを収録している。
- アーケードゲームにもLDは採用され、1983年から1980年代中盤までにかけてLD再生機能を用いたゲームがいくつかのゲームメーカーからリリースされ、独特なプレイ方法のLDゲームは一つのジャンルを形成した。当時の家庭用ゲーム機ではできなかった「高画質の動画再生」という特徴を備えていたが基本的に映像の切り替えしかできない機種のため、多くは単調なゲーム性だった。古くは『忍者ハヤテ』、後にガンシューティングゲームの『マッドドッグマックリー』などが稼働している。一部のメーカーは高画質の動画再生という点に着目し、野球拳や脱衣麻雀などに応用した。
- LDにCD-ROM互換データを記録した新規格「LD-ROM」を使用した周辺機器レーザーアクティブは、1993年8月にパイオニアから発売された[62]。これは前面スロットにコンシューマーゲーム機のPCエンジンとメガドライブの機能を持つ各専用オプションをに差し込ことで対応する[62]。しかし、両ハードともCD-ROMが普及しつつあり、レーザーアクティブが高価だったこと、ゲームショップが積極的に扱わなかったなどの理由により、ソフトはあまり供給されなかった[注釈 10]。

1991年10月1日にナムコが開発・リリースした業務用ゲーム機器ギャラクシアン3では、背景映像とゲーム概要を説明するために採用され、後にこの作品シリーズである28人版（ナムコ・ワンダーエッグ）、6人版（ゲームセンター向け機器）にも採用された。

### ノンリニア編集への利用
ジョージ・ルーカス率いるルーカスフィルムは1980年代初頭からノンリニア編集機の開発を始めており、1984年の全米放送事業者協会展示会にてEditDroidを発表した。これは複数のレーザーディスクプレーヤーを使用することにより、ノンリニア編集を可能とするコンピューターベースの機器であった。画期的な機器ではあったが、性能が不安定であったり編集の制約があったりするなどの不備も目立ち、結局は24台を製造したのみにとどまった。また、この機種はスター・ウォーズ エピソード6/ジェダイの帰還の宣材映像とともに大々的に宣伝されていたのにもかかわらず顧客となり得る同業他社はジョージ・ルーカスが映画の編集にこの機種を使用していないことに落胆し購入を躊躇ったという。最終的には1993年に事業ごとアビッド・テクノロジーへ売却された。その結果、『インディ・ジョーンズ/若き日の大冒険』はこの機種を使用して編集が行われた最後の作品となった。

## Hi-Vision LD
1991年9月に、三洋電機、ソニー、東芝、パイオニア、松下電器産業の5社がMUSE方式を採用したHi-Vision LDの仕様を発表。映像信号帯域8.1 MHzにアナログ帯域圧縮したMUSE信号を記録し、レーザー波長=670 nm、NA=0.55のピックアップを用いて読み出す。これにより、直径30 cmのディスク片面で60分、両面120分の長時間再生可能なフォーマットを確立した。
EIAJ CP-3303（光学反射式再生専用ビデオディスクシステム（ハイビジョンLD 60Hz/1125ラインMUSE）として規格が定められていたが、2004年9月に廃止されている。

### 規格
ディスクの特性は、LVフォーマットとして制定されたEIAJ CP-3302（光学反射式再生専用ビデオディスクシステム（レーザービジョン 60Hz/525ラインM/NTSC））に準拠しているが、MUSE方式に合わせて一部変更が加えられている。
CAVディスクの角速度は1映像フレーム期間で1回転、CLVディスクの線速度は13.8 m/s - 15.2 m/s。トラックピッチは1.1±0.1 μmとLVフォーマットより狭くなっており、MUSE信号、時間軸基準パイロット信号、EFM音声信号（オプション）が周波数分割多重記録（FDM記録）されている。
音声は、MUSE信号の垂直ブランキング期間に多重されているMUSE音声信号の他に、CD規格に準拠したEFM音声信号を追加多重することが可能となっている。
これらの信号は、LVフォーマットよりも短波長の670nm赤色レーザーで読み取られ、NTSC（MUSE）FMアナログ信号に復調後、A/D変換されている。

## 年表

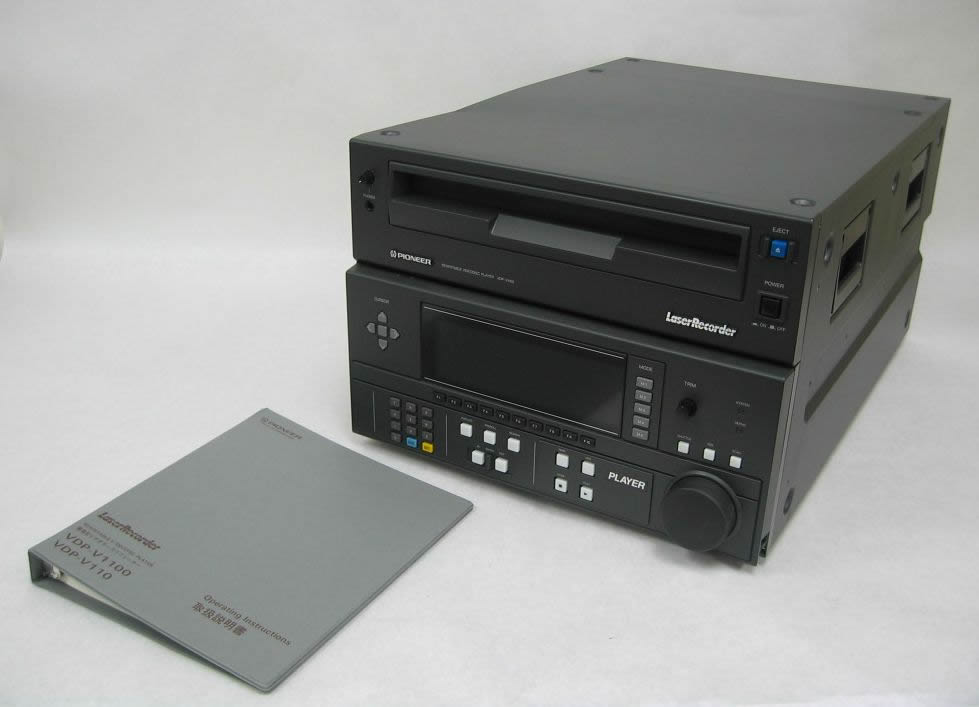
書き換え型LaserRecorder

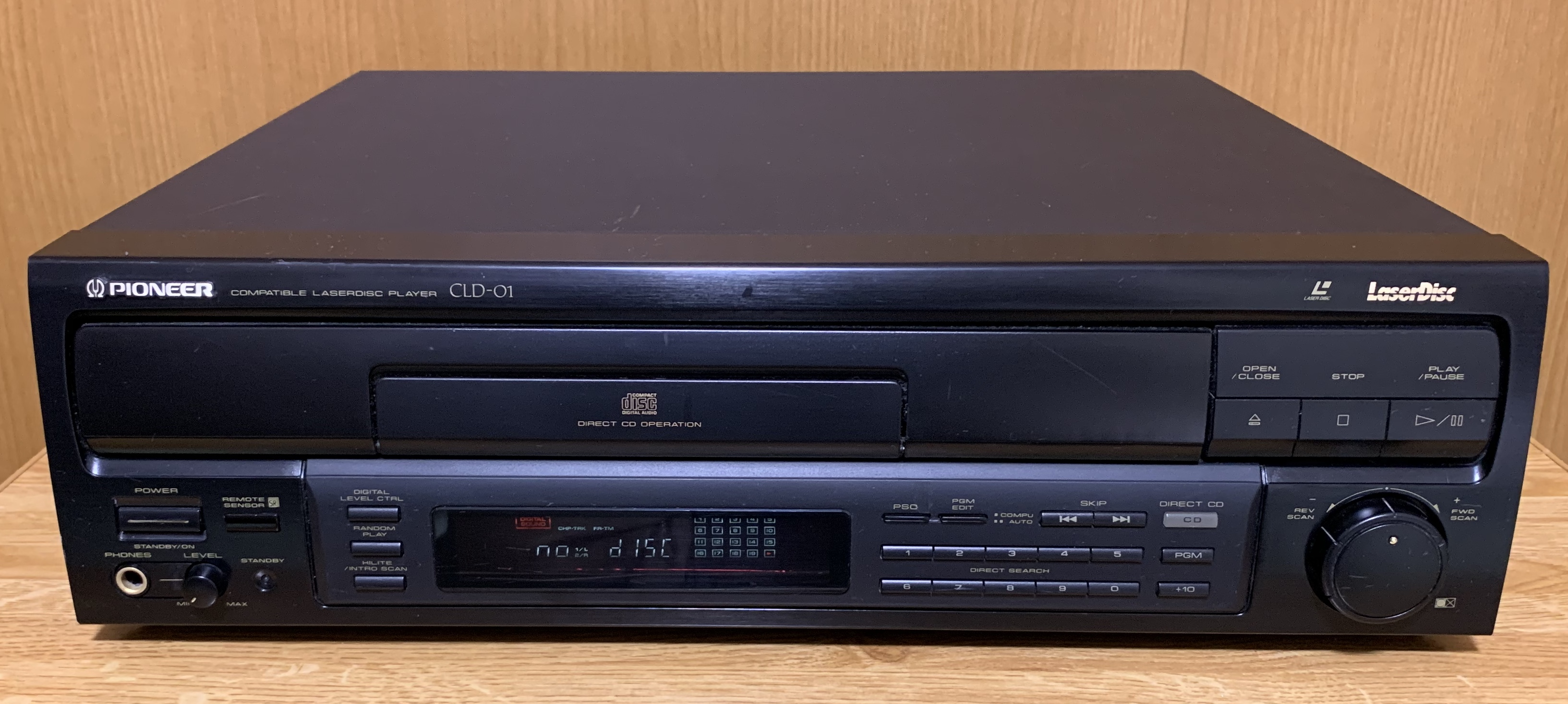
レーザーディスクプレーヤー
CLD-01（1992年）

- 1970年 - パイオニアが統一型と呼ばれるVTRの研究を開始。
- 1972年
  - 7月 - 音響研究所を所沢工場に新設してビデオディスクの研究を開始。
  - 9月 - オランダのフィリップスが光学式ビデオディスク「VLP（Video Long Play）」を発表。
  - 12月 - アメリカのMCAが光学式ビデオディスク「Disco Vision」を発表。
- 1974年9月 - フィリップスとMCAが協議をし、フィリップス/MCA方式として両方式を統一。
- 1975年 - ドイツのベルリンで行なわれたフィリップス/MCA方式のデモにより、パイオニアが自社のビデオディスクに同方式を採用を決定。
- 1977年10月 - パイオニアとMCAの共同出資でユニバーサル・パイオニア株式会社（UPC）を設立。
- 1978年12月 - フィリップスの子会社マグナボックスがアメリカ合衆国でVLPプレーヤー マグナビジョン「VH-8000」を発売。家庭用としては世界初のLDプレーヤーとなったが、ジョージア州アトランタ市限定のテスト販売で、販売台数は3ヶ月で385台[63]。
- 1979年2月 - UPCがアメリカで事実上の業務用第1号機PR-7820を発売。
- 1980年
  - 1月 - セルビデオ製作会社として「山梨パイオニア」を設立。
  - 4月 - パイオニアがレーザーディスクの商標を採用。
  - 6月 - アメリカでUPCが民生用機「VP-1000」を発売。
  - 10月 - 産業用LDシステムを堺市博物館に納入。
  - 11月 - パイオニア、フィリップス、MCA、IBMを軸とする日米欄9社による「レーザービジョンアソシエーション」がアメリカで設立され、統一マークの「LV」を決定[64]。
- 1981年
  - 3月 - 山梨パイオニアが社名変更して「レーザーディスク株式会社」として発足。
  - 4月 - 産業用LDプレーヤー15台がポートピア'81の3パビリオンで映像展示システムとして採用される。
  - 10月9日 - パイオニアが初の日本向けの家庭用機「LD-1000」を発売。同時にソフト70タイトルをリリース[65]。
  - 11月 - 教育・学習用LDプレーヤー「LD-200」を導入。
- 1982年
  - 4月 - UPCがパイオニアの100%子会社となり、パイオニアビデオ株式会社（PVC）に改称。
  - 10月 - パイオニアがカラオケ向けのプレーヤーを発売し、1983年春から業務用カラオケ機器販売大手の第一興商がレーザーディスクを取り扱う。
- 1983年
  - 6月 - アーケードゲーム市場で世界初のレーザーディスクゲーム『ドラゴンズレア』がアメリカ合衆国で稼働される。
  - 11月 - ピックアップに従来のガスレーザーチューブに代わり、新開発の半導体レーザーを採用した「LD-7000」を発売したことにより、LDプレーヤーの小型化と低価格化が進む。
  - 12月 - ソニーがLD陣営への参入を発表。
- 1984年
  - 4月 - ソニーからパイオニアLD-7000のOEM供給でレーザーマックスのブランドを用いてLDプレーヤー「LDP-150」を発売。
  - 5月 - パイオニアからLDプレーヤーと接続可能なMSXパソコン「PX-7」が発売され、家庭向けにもレーザーディスクゲームが発売。
  - 6月 - 日本を中心としたアジア太平洋地域で「レーザービジョンアソシエーションパシフィック協会」（LVAP協会）を設立。38社が加盟。
  - 9月 - パイオニアが初のCDとLDのコンパチブルプレーヤー「CLD-9000」を発売。同時にLDにデジタル音声がオプション規格として盛り込まれる。
  - 11月 - ソニーとティアックがパイオニアのOEM供給でコンパチブルプレーヤーを発売。
  - 12月 - それまでカラオケ向けで使われてきた20 cmのディスクが一般向けソフトにも採用。
- 1985年
  - 2月 - 日立製作所と日本コロムビア（DENONブランド）がパイオニアのOEM供給でLDプレーヤーを発売。
  - 3月 - 日本マランツがパイオニアのOEM供給でコンパチブルプレーヤーを発売。
  - 6月 - ソニーが自社開発LDプレーヤーである「LDP-515」（AV対応モデル）及び「LDP-505」（カラオケ対応モデル）を同時発売。それまでの水平解像度350本が370本に。
  - 6月 - パラマウント映画とユニバーサル映画の権利を持つCICがLDにソフト供給。これにより、アメリカの映画会社7大メジャーが出揃う。それまでLDに供給しなかったのは、VCRソフトがVHDの開発者である日本ビクターとの合弁会社「CIC・ビクター ビデオ」からVHDソフトのみを販売されていたためである。
  - 11月 - 日本楽器製造（現・ヤマハ）が自社開発の「LV-X1」を発表しLDプレーヤーに参入。LDプレーヤーとしては初めて10万円を切り、水平解像度400本を達成した。
- 1986年
  - 長時間ディスク（CLV）では不可能だった静止画やコマ送り、スロー再生などの特殊再生をデジタルメモリの搭載によって可能にした初のLDプレーヤー「LD-S1」が、パイオニアより発売。
  - ティアックがレーザービデオディスクレコーダの試作品「LV-200A」を発表[66]。
  - 10月 - クラレ鹿島工場がレーザーディスク生産を開始。VLP方式生みの親であるフィリップスからの技術を導入した。
- 1987年
  - 松下電器産業（現・パナソニック）がCDビデオ（CDV）が再生できるプレーヤー「LX-300」を発表しLDプレーヤーに参入。
  - 5月 - テレビアニメ『うる星やつら』全話を収録した50枚組のソフトがキティ・フィルムより発売。LD-BOXと呼ばれる商品形態の第1号[67]である。
  - 三洋電機が自動両面再生機能を初めて搭載した「SLV-J1」及び「SLV-J2」を同時発表しLDプレーヤーに参入。
- 1988年 - LDを2枚収納可能で4面連続再生機能を備えたLDプレーヤー「LD-W1」（22万円、物品税廃止に伴い20万3400円に改定）がパイオニアより発売。
- 1989年
  - 4月1日 - レーザーディスク株式会社が「パイオニア エル・ディー・シー株式会社」（パイオニアLDC）に商号変更。
  - 4月 - 東芝EMI御殿場工場がレーザーディスク生産を開始。
  - 10月 - パイオニアとKDD（後のKDDI）が書き換え型（リライタブル）レーザーディスクを共同開発したことを発表。
  - 11月 - パイオニアが自社の商標だったレーザーディスクを他社に無償開放。
  - 11月 - CBS・ソニーグループ静岡工場（後のソニー・ミュージックソリューションズ静岡プロダクションセンター）がレーザーディスク生産を開始。
  - 11月 - 光ディスク技術の関連特許を多数保有する米国法人「Discovision Associates」を買収。
  - 12月 - LD-ROMを発表。
- 1990年2月 - レーザービジョンディスクと呼ばれるフィリップス/MCA方式を開発したフィリップスが、同方式を今後はレーザーディスクシステムと呼ぶことを発表。
- 1991年
  - 8月 - ソフトの生産が1億枚を突破。
  - 9月 - 三洋電機、ソニー、東芝、パイオニア、松下電器産業の5社がMUSE方式を採用したHi-Vision LDの仕様を発表。
- 1993年
  - 5月12日 - ソニーがHi-Vision LDプレーヤー「HIL-C1」（60万円）を発売（グッドデザイン賞受賞[68]）。
  - 7月 - パイオニアがHi-Vision LDプレーヤー「HLD-1000」（65万円）を発売。
  - 8月20日 - LD-ROMプレーヤーのレーザーアクティブがパイオニアより発売。
  - 10月 - それまで全面禁止だったLDレンタルを一部のソフトに限り解禁。
- 1994年11月 - ソニーがHi-Vision LDプレーヤー「HIL-C2EX」（29万8000円）を発売。
- 1995年1月 - パイオニアがHi-Vision LDプレーヤー「HLD-X0」（80万円）を発売。
- 1996年
  - 10月 - パイオニアがHi-Vision LDプレーヤー「HLD-X9」（35万円）を発売。
  - 11月1日 - 東芝と松下電器産業が世界初のDVDプレーヤーを発売。
  - 11月22日 - パイオニアがLDとDVDのコンパチブルプレーヤー「DVL-9」を発売。
- 1998年4月 - 東芝EMI御殿場工場がレーザーディスク製造事業から撤退。
- 1999年 - 三菱樹脂のLD製造子会社ダイヤディスク株式会社が解散。レーザーディスク製造事業からも撤退。
- 2000年9月 - クラレがレーザーディスク製造事業から撤退。
- 2002年5月 - パイオニアがLDプレーヤー事業から撤退する報道がなされたが、7月に事業継続を表明。
- 2003年4月 - パイオニアビデオ株式会社（PVC）が分割され、光ディスク製造事業から撤退。
- 2004年3月 - コロムビアデジタルメディアがレーザーディスク製造事業から撤退。
- 2007年3月 - メモリーテックがレーザーディスク（20 cm、LDシングル盤）製造ラインを停止。クラレより譲渡された設備で、世界で唯一のレーザーディスク生産ラインだった。
- 2009年
  - 1月14日 - パイオニアはユーザーからの要望でLDプレーヤー事業を継続してきたが、プラズマディスプレイ事業の撤退・整理に伴う損失処理に加え、世界金融危機の発生で事業全般の業績が急激に悪化したことが影響し、LD事業の撤退を発表[46]。DVL-919などの4機種合計3000台の製造をもって事業終焉となり、以後は小売店の流通在庫限りの発売と修理受付のみとなる[69]。
  - 7月28日 - DVL-919、CLD-R5の受注キャンセル分の追加発売を自社オンラインストアで開始したが[48]、同年9月25日までに追加販売分も完売[49]。レーザーディスクの誕生から37年の歴史に幕を閉じた。
- 2015年9月 - 国立科学博物館の定める重要科学技術史資料（未来技術遺産）としてPR-7820（第00201号）、LD-7000（第00202号）、CLD-9000（第00203号）の3機種が登録される[52]。
- 2020年11月 - レーザーディスクプレーヤーの補修用性能部品の在庫が無くなったことから、アフターサービスを終了[46]。

## エピソード
- 商標公開される前の1984年にリリースされた吉幾三の『俺ら東京さ行ぐだ』の第3コーラスの歌詞中に、「レーザーディスクは何者だ」のフレーズがある（田舎者がレーザーディスクの存在を知らないという設定）。当時は販売不振の最中であり、パイオニアはその感謝の証として吉に同社のレーザーディスクプレーヤーを贈った[70]。その後しばらくの間、吉は音楽番組で同曲を歌う際「レーザーディスクは化け物だ」と歌っていたほか、提供スポンサーがパイオニアであった『夜も一生けんめい。』にゲスト出演した際には「レーザーディスクはパイオニア」と歌った。
- 1989年公開のアメリカ映画『バック・トゥ・ザ・フューチャー PART2』の劇中で描かれた未来世界の2015年には、レーザーディスクが大量にスクラップされ山積みとなっている場面がある。